# Tadeusz Knych
Tadeusz Antoni Knych – polski inżynier, profesor  nauk technicznych.

## Życiorys
W 1976 ukończył studia metalurgiczne w Akademii Górniczo-Hutniczej im. Stanisława Staszica, w 1981 obronił pracę doktorską pt. Badania zjawiska tarcia w procesie swobodnego ciągnienia rur z zastosowaniem ultradźwiękowych drgań ciągadła, w 2002 habilitował się na podstawie pracy zatytułowanej Obszary plastyczne i sprężyste w ciągnionych pełnych profilach okrągłych. W 2011 uzyskał tytuł profesora technicznych.
Został zatrudniony w Akademii Górniczo-Hutniczej im. Stanisława Staszica w Krakowie i w Państwowej Wyższej Szkole Zawodowej w Głogowie.
Jest członkiem Komitetu Inżynierii Materiałowej i Metalurgii PAN.

## Odznaczenia
- Złoty Krzyż Zasługi (2001)[4]